# Søren Frederiksen
Søren Frederiksen (Frederikshavn, 27 gennaio 1972) è un allenatore di calcio ed ex calciatore danese, di ruolo attaccante.

## Carriera

### Calciatore

#### Club
Dopo aver militato nelle giovanili del Frederikshavn passa nel 1989 al Viborg, società con cui esordisce in Superligaen il primo agosto 1993 nella partita vinta dalla sua squadra per 3 a 1 contro l'Ikast. Nel corso della stagione passa al Silkeborg, società con cui vince il campionato e si aggiudica il titolo di capocannoniere.
L'anno seguente torna al Viborg, che lascerà nuovamente nel 1997 per giocare con l'Aalborg, società con cui vincerà la Superligaen 1998-1999.
Nel 2001 ritorna al Viborg, con cui si aggiudicherà il titolo di capocannoniere, in coabitazione con Jan Kristiansen dell'Esbjerg, nella Superligaen 2002-2003.
Militerà con i De Grønne sino al 2006, anno del suo ritiro.
Il Viborg ha ritirato la maglia numero 22 in suo onore.

#### Nazionale
Frederiksen, dopo aver vestito le maglie delle nazionali Under-19 ed Under-21 danesi, il 9 marzo 1994 giocò la sua prima partita nella nazionale maggiore contro l'Inghilterra, terminata uno a zero per gli albionici. In totale giocherà sei volte con la nazionale danese, marcando un'unica rete nella partita persa per 2-1 contro il Galles, il 10 ottobre 1998.

### Allenatore
Ritiratosi dall'attività agonistica nel 2008 diviene vice-allenatore del Viborg, carica che terrà sino al 2009, quando l'8 aprile di quell'anno diviene l'allenatore titolare. Manterrà tale incarico sino al 30 giugno 2009, tornando a rivestire l'incarico di vice-allenatore il giorno seguente. Nel 2010 affiancherà al ruolo di vice-allenatore della prima squadra quello di allenatore della seconda squadra.

## Statistiche

### Cronologia presenze e reti in nazionale
| Cronologia completa delle presenze e delle reti in nazionale ― Danimarca | Cronologia completa delle presenze e delle reti in nazionale ― Danimarca | Cronologia completa delle presenze e delle reti in nazionale ― Danimarca | Cronologia completa delle presenze e delle reti in nazionale ― Danimarca | Cronologia completa delle presenze e delle reti in nazionale ― Danimarca | Cronologia completa delle presenze e delle reti in nazionale ― Danimarca | Cronologia completa delle presenze e delle reti in nazionale ― Danimarca | Cronologia completa delle presenze e delle reti in nazionale ― Danimarca |
| Data                                                                     | Città                                                                    | In casa                                                                  | Risultato                                                                | Ospiti                                                                   | Competizione                                                             | Reti                                                                     | Note                                                                     |
| ------------------------------------------------------------------------ | ------------------------------------------------------------------------ | ------------------------------------------------------------------------ | ------------------------------------------------------------------------ | ------------------------------------------------------------------------ | ------------------------------------------------------------------------ | ------------------------------------------------------------------------ | ------------------------------------------------------------------------ |
| 9-3-1994                                                                 | Londra                                                                   | Inghilterra                                                              | 1 – 9                                                                    | Danimarca                                                                | Amichevole                                                               | -                                                                        | 72’                                                                      |
| 5-9-1998                                                                 | Minsk                                                                    | Bielorussia                                                              | 0 – 0                                                                    | Belgio                                                                   | Qual. Euro 2000                                                          | -                                                                        | 81’                                                                      |
| 10-10-1998                                                               | Copenaghen                                                               | Danimarca                                                                | 1 – 2                                                                    | Galles                                                                   | Qual. Euro 2000                                                          | 1                                                                        |                                                                          |
| 14-10-1998                                                               | Zurigo                                                                   | Svizzera                                                                 | 1 – 1                                                                    | Danimarca                                                                | Qual. Euro 2000                                                          | -                                                                        | 61’                                                                      |
| 10-2-1999                                                                | Spalato                                                                  | Croazia                                                                  | 0 – 1                                                                    | Danimarca                                                                | Amichevole                                                               | -                                                                        | 67’                                                                      |
| 28-4-1999                                                                | Copenaghen                                                               | Danimarca                                                                | 1 – 1                                                                    | Sudafrica                                                                | Amichevole                                                               | -                                                                        | 86’                                                                      |
| Totale                                                                   |                                                                          | Presenze                                                                 | 6                                                                        |                                                                          | Reti                                                                     | 1                                                                        |                                                                          |

## Palmarès

### Giocatore

#### Club
- Campionato danese: 1

Aalborg: 1998-1999

#### Individuale
- Capocannoniere del campionato danese: 2

1993-1994 (18 reti), 2002-2003 (18 reti)